# 里博维尔
里博维尔（法語：Ribeauville，法語發音：[ʁibovil]）是法国上法蘭西大區埃纳省的一个市镇，属于韦尔万区。

## 地理
里博维尔（50°2'35"N, 3°35'9"E）面积3.58 平方千米，位于法国上法蘭西大區埃纳省，该省份为法国北部内陆省份，北起北部省，西接索姆省和瓦兹省，东临阿登省和马恩省，西南至塞纳-马恩省，东北部与比利时接壤。
与里博维尔接壤的市镇（或旧市镇、城区）包括：圣马丹里维耶尔、拉瓦莱米拉特尔、瓦西尼、马赞吉安。

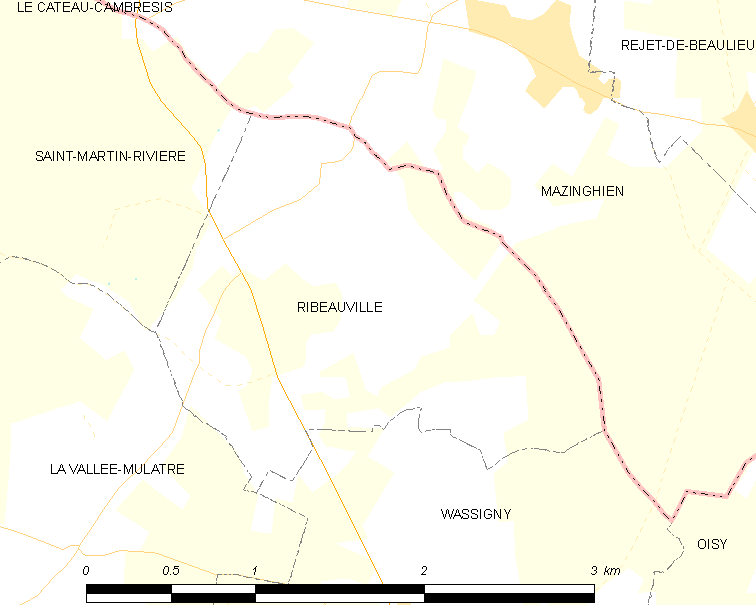
里博维尔的OSM定位图

里博维尔的时区为UTC+01:00、UTC+02:00（夏令时）。

## 行政
里博维尔的邮政编码为02110，INSEE市镇编码为02647。

## 政治
里博维尔所属的省级选区为吉斯县。

## 人口

1962-2008年间里博维尔人口变化图示

里博维尔于2022年1月1日时的人口数量为77人。